# Kirpitxni (Timaixovsk)
|  | Per a altres significats, vegeu «Kirpitxni». |

Kirpitxni - Кирпичный (rus) és un possiólok del krai de Krasnodar, a Rússia. Es troba a la vora dreta del riu Kirpili. És a 4 km al nord-oest de Timaixovsk i a 68 km al nord de Krasnodar.
Pertany a la ciutat de Timaixovsk.